# ろ過 (アクアリウム)

The :en:nitrogen cycle in an aquarium

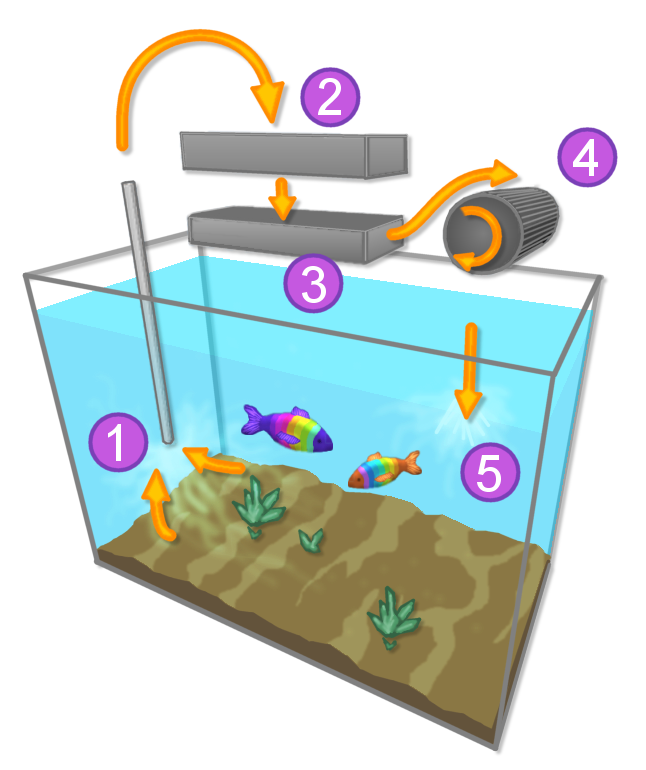
Schema of a typical aquarium and its filtering process

本項目では、アクアリウムにおいて使用する飼育水を生物の育成に適した状態となるよう、有害物質を除去する事全般について説明する。
海や河川などの自然においては、汚れや有毒物がろ過されていくサイクルが成り立っている。
アクアリウムのように小さな閉じられて限定された環境下においては、ろ過を行いやすい環境を整えると共に「ろ過装置」も必要となってくる。
適正なろ過が行われる事により、生物の生育環境が良くなり、ゴミの除去や水の交換頻度を下げる事が出来る。水の量、底砂の種類と量、どのような生物をどれほど飼育しているか、餌の種類と与え方と量、水草の種類の量によって、必要とされるろ過能力が異なってくる。海水の場合は、淡水より高い能力のろ過が必要である。
また、このろ過には複数の種類がある。基本的には、まず物理ろ過を行い、次に一番重要な生物ろ過、そして化学ろ過（省略される場合もある）が行われる。

## 物理ろ過
大きなゴミを除去する。

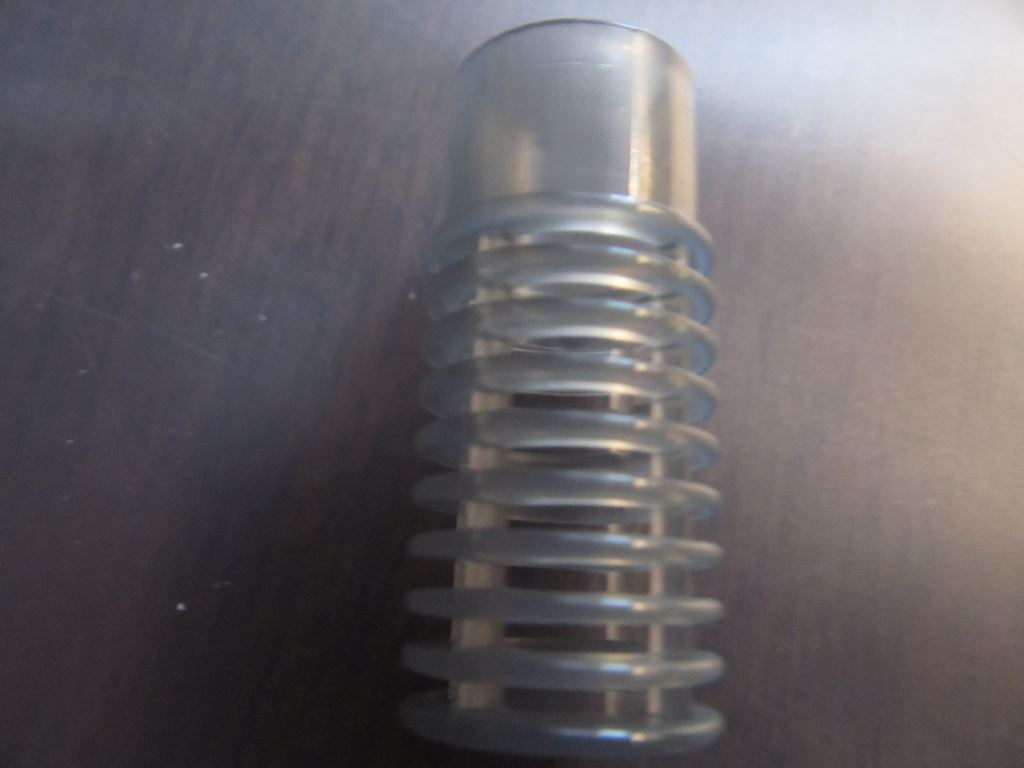
パイプ先端に接続するストレーナー

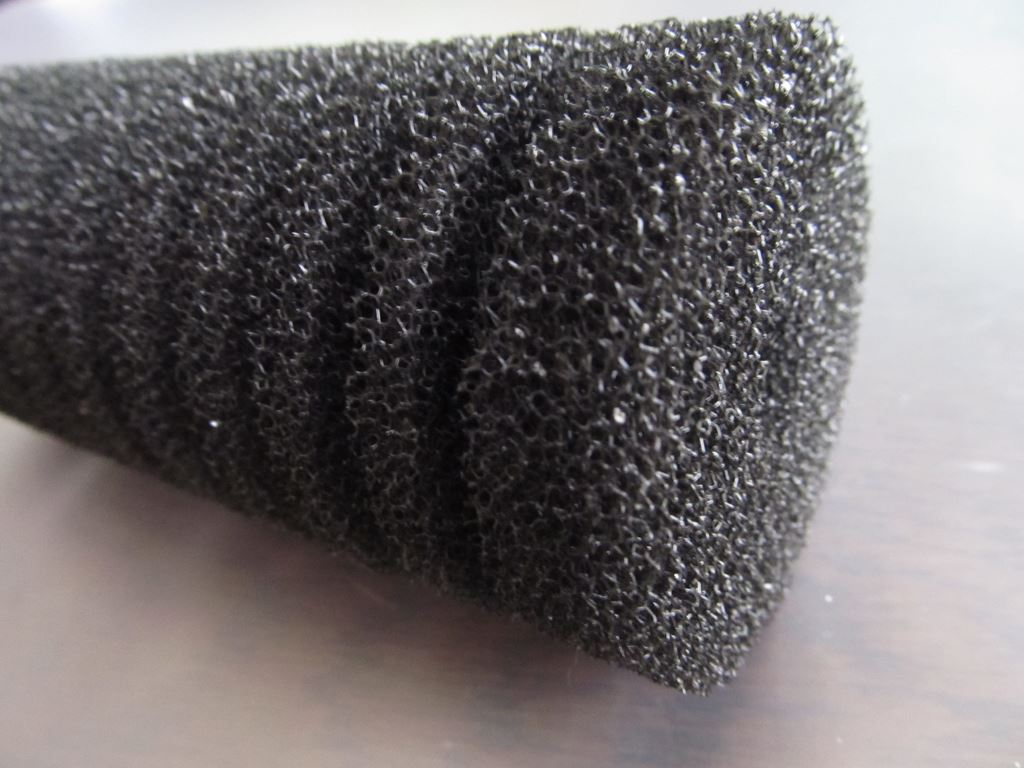
ストレーナーに装着するスポンジ

物理ろ過は、アクアリウムにおける水質浄化過程のうち、化学的な汚染物を除去するのではなく、水草の切れ端や餌の残り、鱗などを物理的に除去することをいう。
多くの場合、物理濾過はこれに続く化学濾過、生物濾過の前処理として行われ、ろ材の目詰まりを防いだり、腐敗による化学・生物濾過の負担増加を防ぐことが目的である。
素材・原理としては、フィルターとしてスポンジや砂利、不織布やウール・フェルト生地によるマットなどを通過させるもの、サンプ槽などに自然沈殿させるもの、プロテインスキマーによるものなどが代表的である。より高度なものとして限外ろ過膜を利用するものもある。
使用に伴い汚れやゴミが付着するために、ろ過装置の能力は次第に低下していく。そのため、ろ過装置（パイプやインペラーなど）は定期的に洗浄が必要であると同様に、ろ過に使用するろ材を清掃・交換などのメンテナンスが必要である。
ただし、物理ろ過素材の表面に生物ろ過バクテリアが住みつく事により生物ろ過としての機能を持たせた設計もあり、過剰な洗浄や高頻度の交換を推奨されていない場合がある。

## 生物ろ過
濾過バクテリアを利用して有毒物を除去（分解）する。
物理ろ過された、水草の切れ端や餌の残りや鱗をそのままにしておくと腐り、水生生物に強い毒性をもつアンモニアが発生する。
それをろ過バクテリアによって害の少ない物質に分解するのが生物ろ過である。
まず、ニトロソモナス属のバクテリア・亜硝酸菌がアンモニアを亜硝酸に分解し（硝化作用）、次にニトロバクターとニトロスピラ モスコヴィエンシスというバクテリアが比較的無害な硝酸へと分解する。
この硝酸は害が少ないが高濃度は毒となるので、水草によって吸収させたり水を交換する事によって水槽水から取り除く。
バクテリアは、フィルターのろ材に多く生息しており、これらの管理が水質の維持に重要となっている。また、物に付着し増殖するため、表面積の大きなろ材を必要とし、またその活動に必要な酸素供給も大切である。
底砂にも多くのバクテリアが生息している。大きくスベスベしたものより、小さめで凹凸や多孔の物が表面積が広く多くのバクテリアが生息する。
バクテリアが生物ろ過を行う為には、酸素が必要なので、その点エアリフト式ろ過装置に利点があり、密閉式ろ過装置では水の中の酸素量に気を付け、必要に応じてエアストーンによる酸素供給を行う。水温が高い場合は、バクテリアが活発に活動するため通常より多くの酸素が必要となる。

## 化学ろ過

中心部半透明の円柱は活性炭

「吸着ろ過」とも呼ばれ、吸着を利用して有毒物を取り除く。
化学ろ過は、アクアリウムにおける水質浄化過程のうち、生体に悪影響を与える汚染物質を化学的原理に基づいて除去することをいう。
多くの場合、化学ろ過は補助的な役割を期待され、活性炭やゼオライトなどを処理して特定の化学物質を吸着・分解するよう設計された素材を用いる。
例えば、藻の発生を抑える為にリン酸塩やケイ酸塩を除去する物、濁りや水の着色を取り除く物などがある。
専用のオゾン発生装置によるオゾンの強い酸化力を利用した有機物分解も化学濾過のひとつ。

## その他の「ろ過」
リーフアクアリウムは、高pH、高カルシウム濃度を保つために添加される飽和水酸化カルシウム水溶液によって、同時に水中のリン酸イオン(造礁サンゴの生育に有害)を沈殿させる。
水草は、アンモニアと硝酸塩を物質交換して、窒素合成物を取り入れる。
濾過摂食は貝類によく見られ、生物の摂食を通して飼育水をろ過する。